# Saint-Ferréol-Trente-Pas
Saint-Ferréol-Trente-Pas är en kommun i departementet Drôme i regionen Auvergne-Rhône-Alpes i sydöstra Frankrike. Kommunen ligger i kantonen Nyons som tillhör arrondissementet Nyons. År 2022 hade Saint-Ferréol-Trente-Pas 221 invånare.

## Befolkningsutveckling
Antalet invånare i kommunen Saint-Ferréol-Trente-Pas
Referens:INSEE